# Baldenheim
Baldenheim je občina v departmaju Bas-Rhin francoske regije Alzacija.
Leta 2008 je v občini živelo 1.099 oseb oz. 116 oseb/km².